# Ikonográfia

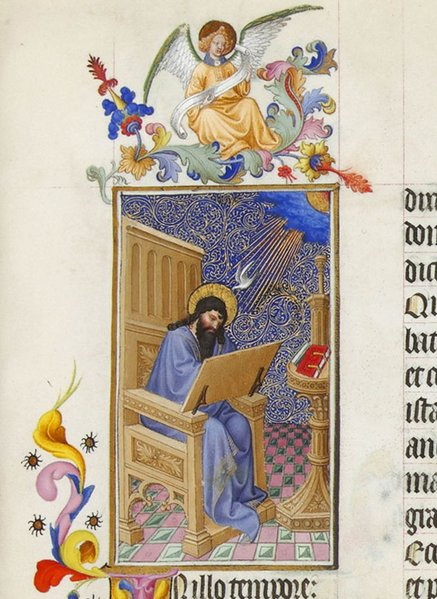
Lukács evangélista ábrázolása a keresztény ikonográfiai attribútumával, a szárnyas bikával. A szárnyas bika, János evangélista Jelenések Könyvében említett négy lelkes állat egyike, Lukács evangélista egyik ismert attribútuma.

Az ikonográfia a képtartalmak tudománya, a művészettörténet olyan tudományos eszköze, amely a műtárgyak tartalmának értelmezésével és meghatározásával foglalkozik. Ezzel a jelentéssel a szót a művészettörténet ruházta fel és a görög εἰκὡον (kép) ill. γραφειν (róni, vésni, írni) szavak összetétele. Ezen etimológiának megfelelően a szó még a 19. században is kiváló személyek különösképpen ókori hírességek arcképeinek megőrzését és bemutatását jelentette.
A 19. század közepétől figyelhető meg egy fontos jelentésváltozás, ezután az ikonográfia már a keresztény témájú művek, motívumok, képi és tartalmi jellegzetességek összefoglaló neve, később ez fogalmilag kitágult és vonatkozott az ókori művészetekre majd általánosan a művészetekre. Mára ez utóbbi értelemben használatos a fogalom a művészettörténetben.